# Hibana discolor
Hibana discolor là một loài nhện trong họ Anyphaenidae.
Loài này thuộc chi Hibana. Hibana discolor được Cândido Firmino de Mello-Leitão miêu tả năm 1929.